# WWO-12
WWO-12 – polski akumulatorowy wózek widłowy produkcji Huty Stalowa Wola, produkowany od lat 60. XX wieku.

## Przeznaczenie
Pojazd był przeznaczony do podnoszenia i przewożenia przedmiotów i materiałów w magazynach i halach produkcyjnych, do układania ich na regałach i stertowania. Stosowanie z użyciem przedłużacza wideł do przedmiotów o dużej objętości (np. bawełny), z użyciem trzpienia do bel papieru, zwojów drutu, kręgów cementowych, układania krótkich rur, z użyciem chwytaka szczękowego do przewozu i układania skrzyń i bel, z użyciem chwytaka obrotowego do przewozu i układania beczek i materiałów walcowatych, z użyciem spychacza z wideł do spychania przedmiotów na regały.

## Dane techniczne
Nośność - 1200 kg, wysokość podnoszenia bez dodatkowego wysięgnika - 1800 mm (z dodatkowym wysięgnikiem - 2600 mm), ciężar własny - 2220 kg, długość z widłami - 2550 mm, szerokość - 990 mm, wysokość 1800 (z podniesionymi widłami - 3135 mm), prędkość jazdy bez obciążenia - 7 km/h, prędkość jazdy z obciążeniem - 5,8 km/h.